# Harnischia daitoheia
Harnischia daitoheia är en tvåvingeart som beskrevs av Sasa och Suzuki 2001. Harnischia daitoheia ingår i släktet Harnischia och familjen fjädermyggor. Inga underarter finns listade i Catalogue of Life.